# Вікіпедія мовою маорі
Вікіпедія мовою маорі (маор. Wikipedia) — розділ Вікіпедії мовою маорі. Створена у 2003 році. Вікіпедія мовою маорі станом на 28 березня 2025 року містить 7973 статті, 20 763 зареєстрованих користувачів, 31 активного дописувача, 2 адміністраторів
. Загальна кількість сторінок у Вікіпедії мовою маорі — 15 333, редагувань — 165 674, мультимедійні файли відсутні
. Глибина (рівень розвитку мовного розділу) Вікіпедії мовою маорі дуже мала і становить лише 9.2 пунктів
. 

## Історія
- Жовтень 2004 — створена 100-та стаття[3].
- Серпень 2007 — створена 1 000-на стаття[3].
- Вересень 2007 — створена 5 000-на стаття[4].